# Hibiscus meeusei
Hibiscus meeusei là một loài thực vật có hoa trong họ Cẩm quỳ. Loài này được Exell mô tả khoa học đầu tiên năm 1959.